# Supercoppa LNP 2022
La Supercoppa LNP 2022, denominata Supercoppa LNP 2022 Old Wild West per ragioni di sponsorizzazione, è stata la 7ª edizione della Supercoppa LNP.

## Formula
La manifestazione vede la partecipazione delle 27 squadre iscritte al Campionato di Serie A2 2022-2023, divise in 7 gironi, sei da quattro squadre ed uno da 3. Le squadre di ogni girone partecipano alla fase di qualificazione in tre gare di solo andata. Le 7 vincenti dei rispettivi giorni più la seconda migliore qualificata, accedono ai quarti di finale. Le quattro squadre vincenti dei quarti di finale, accedono alle Final Four che quest'anno si disputeranno alla Unieuro Arena di Forlì.

## Squadre partecipanti
- Fortitudo Agrigento
- Fortitudo Bologna
- Pall. Cantù
- Benedetto XIV Cento
- Chieti 1974
- San Giobbe Chiusi
- UEB Cividale
- Monferrato Basket
- JuVi Cremona
- Vanoli Cremona
- Kleb Ferrara
- Pall. Forlì 2.015
- Latina Basket
- Mantova
- Urania Milano
- Nardò Basket
- U.C.C. Piacenza
- Pistoia Basket
- Basket Ravenna
- N.P.C. Rieti
- Rinascita B. Rimini
- San Severo
- Stella Azzurra
- Basket Torino
- Pall. Trapani
- Blu Treviglio
- Amici Pall. Udinese

## Fase a gironi

### Girone Blu
| Pos | Squadra           | G | V | P | PF  | PS  | DP  | Pt | Qualificazione |
| --- | ----------------- | - | - | - | --- | --- | --- | -- | -------------- |
| 1   | Pall. Cantù       | 3 | 2 | 1 | 240 | 225 | +15 | 4  | Qualificata    |
| 2   | Basket Torino     | 3 | 2 | 1 | 233 | 230 | +3  | 4  |                |
| 3   | Urania Milano     | 3 | 1 | 2 | 233 | 245 | −12 | 2  |                |
| 4   | Monferrato Basket | 3 | 1 | 2 | 240 | 246 | −6  | 2  |                |

#### Calendario
| Arbitri: | Alessandro Perciavalle (Torino) Fabrizio Suriano (Torino) Federico Barra (Torino) |

|                                |            |                                 |
| Jackson 21 Mayfield 16 Pepe 13 | Punti      | 18 Ellis 15 Carver 14 Martinoni |
| Vencato 9                      | Assist     | 4 Carver                        |
| Poser 10                       | Rimbalzi   | 10 Carver                       |
| Franco Ciani                   | Allenatori | Andrea Valentini                |

| Arbitri: | Lorenzo Grazia (Bergamo) Paolo Sordi (Casalmorano) Francesco Di Luzio (Cernusco sul Naviglio) |

|                                        |            |                               |
| Baldi Rossi 18 Nikolić 16 Bucarelli 12 | Punti      | 22 Montano 13 Hill 11 Pullazi |
| Berdini, Bucarelli, Nikolić 4          | Assist     | 6 Potts                       |
| Baldi Rossi 7                          | Rimbalzi   | 6 Piunti                      |
| Romeo Sacchetti                        | Allenatori | Davide Villa                  |

| Arbitri: | Michele Capurro (Reggio Calabria) Pasquale Pecorella (Trani) Daniele Caruso (Milano) |

|              |            |              |
| Davide Villa | Allenatori | Franco Ciani |

| Arbitri: | Andrea Chersicla (Oggiono) Matteo Lucotti (Binasco) Francesco Cassina (Desio) |

|                                    |            |                                         |
| Redivo 14 Martinoni 13 Formenti 11 | Punti      | 18 Baldi Rossi 17 Stefanelli 15 Nikolić |
| Redivo 9                           | Assist     | 5 Stefanelli                            |
| Carver 12                          | Rimbalzi   | 7 Nikolić                               |
| Andrea Valentini                   | Allenatori | Romeo Sacchetti                         |

| Arbitri: | Calogero Cappello (Porto Empedocle) Francesco Praticò (Reggio Calabria) Luca Attard (Priolo Gargallo) |

|                              |            |                                    |
| Amato 21 Potts 20 Pullazi 14 | Punti      | 17 Formenti 13 Carver 12 Martinoni |
| Amato 10                     | Assist     | 8 Formenti                         |
| Potts 8                      | Rimbalzi   | 8 Formenti                         |
| Davide Villa                 | Allenatori | Andrea Valentini                   |

| Arbitri: | Marco Rudellat (Nuoro) Mattia Martellosio (Buccinasco) Paolo Puccini (Genova) |

|                                  |            |                                    |
| De Vico 23 Mayfield 22 Jackson 8 | Punti      | 18 Stefanelli 17 Hunt 15 Bucarelli |
| Vencato 7                        | Assist     | 4 Rogić                            |
| Jackson 9                        | Rimbalzi   | 7 Bucarelli                        |
| Franco Ciani                     | Allenatori | Romeo Sacchetti                    |

### Girone Giallo
| Pos | Squadra             | G | V | P | PF  | PS  | DP  | Pt | Qualificazione                    |
| --- | ------------------- | - | - | - | --- | --- | --- | -- | --------------------------------- |
| 1   | Pall. Trapani       | 2 | 1 | 1 | 118 | 109 | +9  | 2  | Qualificata                       |
| 2   | Stella Azzurra      | 2 | 1 | 1 | 133 | 130 | +3  | 2  | Qualificata come migliore seconda |
| 3   | Fortitudo Agrigento | 2 | 1 | 1 | 122 | 134 | −12 | 2  |                                   |

#### Calendario
| Arbitri: | Carmelo Paternicò (Piazza Armerina) Antonio Giordano (Gela) Alessandro Nicolini (Bagheria) |

|                               |            |                            |
| Jenkins 16 Dieng 13 Carter 11 | Punti      | 13 Grande 11 Marfo 5 Costi |
| Massone 4                     | Assist     | 3 Grande, Marfo            |
| Massone 7                     | Rimbalzi   | 8 Marfo                    |
| Daniele Parente               | Allenatori | Devis Cagnardi             |

| Arbitri: | Gianluca Gagliardi (Anagni) Lorenzo Lupelli (Aprilia) Andrea Coraggio (Sora) |

|                                |            |                                |
| Rullo 21 Wilson 10 Chiumenti 9 | Punti      | 15 Romeo 14 Massone 11 Mollura |
| Innocenti, Visintin 2          | Assist     | 2 Dieng, Jenkins, Mollura      |
| Nazione 5                      | Rimbalzi   | 8 Romeo                        |
| Luca Bechi                     | Allenatori | Daniele Parente                |

| Arbitri: | Roberto Radaelli (Rho) William Raimondo (Ragusa) Sebastiano Tarascio (Priolo Gargallo) |

|                                     |            |                                |
| Grande 26 Costi, Marfo 11 Francis 8 | Punti      | 15 Giachetti 12 Wilson 7 Rullo |
| Francis 5                           | Assist     | 1 Ferrara, Innocenti, Wilson   |
| Marfo 10                            | Rimbalzi   | 5 Innocenti                    |
| Devis Cagnardi                      | Allenatori | Luca Bechi                     |

### Girone Verde
| Pos | Squadra         | G | V | P | PF  | PS  | DP  | Pt | Qualificazione |
| --- | --------------- | - | - | - | --- | --- | --- | -- | -------------- |
| 1   | Vanoli Cremona  | 3 | 2 | 1 | 230 | 210 | +20 | 4  | Qualificata    |
| 2   | U.C.C. Piacenza | 3 | 2 | 1 | 238 | 221 | +17 | 4  |                |
| 3   | Blu Treviglio   | 3 | 1 | 2 | 215 | 227 | −12 | 2  |                |
| 4   | JuVi Cremona    | 3 | 1 | 2 | 217 | 242 | −25 | 2  |                |

### Girone Rosso
| Pos | Squadra             | G | V | P | PF  | PS  | DP  | Pt | Qualificazione |
| --- | ------------------- | - | - | - | --- | --- | --- | -- | -------------- |
| 1   | Benedetto XIV Cento | 3 | 3 | 0 | 221 | 187 | +34 | 6  | Qualificata    |
| 2   | Pall. Forlì 2.015   | 3 | 2 | 1 | 211 | 218 | −7  | 4  |                |
| 3   | Rinascita B. Rimini | 3 | 1 | 2 | 230 | 208 | +22 | 2  |                |
| 4   | Basket Ravenna      | 3 | 0 | 3 | 215 | 264 | −49 | 0  |                |

### Girone Azzurro
| Pos | Squadra       | G | V | P | PF  | PS  | DP  | Pt | Qualificazione |
| --- | ------------- | - | - | - | --- | --- | --- | -- | -------------- |
| 1   | San Severo    | 3 | 3 | 0 | 215 | 192 | +23 | 6  | Qualificata    |
| 2   | Latina Basket | 3 | 2 | 1 | 245 | 228 | +17 | 4  |                |
| 3   | Chieti 1974   | 3 | 1 | 2 | 238 | 240 | −2  | 2  |                |
| 4   | Nardò Basket  | 3 | 0 | 3 | 217 | 255 | −38 | 0  |                |

### Girone Bianco
| Pos | Squadra           | G | V | P | PF  | PS  | DP  | Pt | Qualificazione |
| --- | ----------------- | - | - | - | --- | --- | --- | -- | -------------- |
| 1   | N.P.C. Rieti      | 3 | 3 | 0 | 215 | 192 | +23 | 6  | Qualificata    |
| 2   | Pistoia Basket    | 3 | 2 | 1 | 245 | 228 | +17 | 4  |                |
| 3   | Fortitudo Bologna | 3 | 1 | 2 | 238 | 240 | −2  | 2  |                |
| 4   | San Giobbe Chiusi | 3 | 0 | 3 | 217 | 255 | −38 | 0  |                |

### Girone Arancione
| Pos | Squadra             | G | V | P | PF  | PS  | DP  | Pt | Qualificazione |
| --- | ------------------- | - | - | - | --- | --- | --- | -- | -------------- |
| 1   | Amici Pall. Udinese | 3 | 3 | 0 | 226 | 194 | +32 | 6  | Qualificata    |
| 2   | UEB Cividale        | 3 | 2 | 1 | 218 | 220 | −2  | 4  |                |
| 3   | Mantova             | 3 | 1 | 2 | 227 | 237 | −10 | 2  |                |
| 4   | Kleb Ferrara        | 3 | 0 | 3 | 217 | 237 | −20 | 0  |                |

## Fase Finale

### Tabellone
|  | Quarti di finale 20 settembre | Quarti di finale 20 settembre | Quarti di finale 20 settembre |            |             | Semifinali 23 settembre | Semifinali 23 settembre | Semifinali 23 settembre |  |  | Finale 24 settembre | Finale 24 settembre | Finale 24 settembre |
|  |                               |                               |                               |            |             |                         |                         |                         |  |  |                     |                     |                     |
|  |                               | Trapani Shark                 | 72                            |            |             |                         |                         |                         |  |  |                     |                     |                     |
|  |                               | Pall. Cantù                   | 74                            |            |             |                         |                         |                         |  |  |                     |                     |                     |
|  |                               | Pall. Cantù                   | 74                            |            | Pall. Cantù | 60                      |                         |                         |  |  |                     |                     |                     |
|  |                               |                               |                               |            | Pall. Cantù | 60                      |                         |                         |  |  |                     |                     |                     |
|  |                               |                               | Vanoli Cremona                | 77         |             |                         |                         |                         |  |  |                     |                     |                     |
|  |                               | Benedetto XIV Cento           | Vanoli Cremona                | 77         | 62          |                         |                         |                         |  |  |                     |                     |                     |
|  |                               | Benedetto XIV Cento           |                               |            | 62          |                         |                         |                         |  |  |                     |                     |                     |
|  |                               | Vanoli Cremona                | 74                            |            |             |                         |                         |                         |  |  |                     |                     |                     |
|  |                               |                               |                               |            |             |                         |                         |                         |  |  |                     | Vanoli Cremona      | 71                  |
|  |                               |                               |                               | San Severo | 67          |                         |                         |                         |  |  |                     |                     |                     |
|  |                               | San Severo                    | 83                            |            |             |                         |                         |                         |  |  |                     |                     |                     |
|  |                               | N.P.C. Rieti                  | 72                            |            |             |                         |                         |                         |  |  |                     |                     |                     |
|  |                               | N.P.C. Rieti                  | 72                            |            | San Severo  | 71                      |                         |                         |  |  |                     |                     |                     |
|  |                               |                               |                               |            | San Severo  | 71                      |                         |                         |  |  |                     |                     |                     |
|  |                               |                               | Amici Pall. Udinese           | 69         |             |                         |                         |                         |  |  |                     |                     |                     |
|  |                               | Amici Pall. Udinese           | Amici Pall. Udinese           | 69         | 80          |                         |                         |                         |  |  |                     |                     |                     |
|  |                               | Amici Pall. Udinese           |                               |            | 80          |                         |                         |                         |  |  |                     |                     |                     |
|  |                               | Stella Azzurra                | 65                            |            |             |                         |                         |                         |  |  |                     |                     |                     |

### Quarti di finale
| Arbitri: | Gabriele Gagno (Spresiano) Enrico Bartoli (Trieste) Fabio Bonotto (Ravenna) |

|                                           |            |                                              |
| Sherrill 17 Mian 14 Antonutti, Mussini 11 | Punti      | 15 Wilson 11 Giachetti, Nazione 10 Innocenti |
| Sherrill 6                                | Assist     | 4 Chiumenti, Giachetti, Rullo, Wilson        |
| Palumbo 8                                 | Rimbalzi   | 7 Nazione                                    |
| Matteo Boniciolli                         | Allenatori | Luca Bechi                                   |

| Arbitri: | Jacopo Pazzaglia (Pesaro) Fabio Ferretti (Nereto) Luca Bartolini (Fano) |

|                                   |            |                                  |
| Daniel 20 Bogliardi 18 Lupusor 14 | Punti      | 18 Del Testa 17 Geist 14 Rotondo |
| Fabi 7                            | Assist     | 4 Geist, Zugno                   |
| Daniel 16                         | Rimbalzi   | 6 Timperi                        |
| Damiano Pilot                     | Allenatori | Gabriele Ceccarelli              |

| Arbitri: | Marco Vita (Ancona) Daniele Yang Yao (Vigasio) Alessandro Costa (Livorno) |

|                                               |            |                                |
| Tomassini 23 Berti 15 Kuuba, Marks, Zampini 6 | Punti      | 19 Denegri 14 Caroti 10 Cannon |
| Moreno 6                                      | Assist     | 3 Lacey                        |
| Toscano 11                                    | Rimbalzi   | 11 Mobio                       |
| Matteo Mecacci                                | Allenatori | Demis Cavina                   |

| Arbitri: | Calogero Cappello (Porto Empedocle) Sebastiano Tarascio (Priolo Gargallo) Luca Attard (Priolo Gargallo) |

|                                       |            |                                       |
| Mollura 18 Jenkins 13 Dieng, Romeo 11 | Punti      | 20 Baldi Rossi 13 Stefanelli 12 Rogić |
| Jenkins, Massone 5                    | Assist     | 7 Rogić                               |
| Mollura 7                             | Rimbalzi   | 5 Bucarelli, Hunt                     |
| Daniele Parente                       | Allenatori | Romeo Sacchetti                       |

### Semifinali
| Arbitri: | Enrico Boscolo Nale (Chioggia) Daniele Foti (Vittuone) Michele Centonza (Grottammare) |

|                                     |            |                                   |
| Bogliardi 16 Lupusor 13 Sabatino 10 | Punti      | 18 Sherrill 11 Antonutti 10 Cusin |
| Wilson 7                            | Assist     | 4 Sherrill                        |
| Daniel 13                           | Rimbalzi   | 6 Nobile                          |
| Damiano Pilot                       | Allenatori | Matteo Boniciolli                 |

| Arbitri: | Duccio Maschio (Firenze) Salvatore Nuara (Treviso) Gian Lorenzo Miniati (Firenze) |

|                                           |            |                               |
| Hunt 18 Rogić 11 Baldi Rossi, Bucarelli 9 | Punti      | 24 Denegri 12 Mobio 11 Caroti |
| Rogić 3                                   | Assist     | 3 Alibegović, Cannon, Caroti  |
| Hunt 9                                    | Rimbalzi   | 5 Eboua, Mobio                |
| Romeo Sacchetti                           | Allenatori | Demis Cavina                  |

### Finale
| Arbitri: | Gianluca Gagliardi (Anagni) Angelo Caforio (Brindisi) Matteo Lucotti (Binasco) |

|                              |            |                             |
| Daniel 16 Fabi 14 Lupusor 13 | Punti      | 16 Eboua 13 Lacey 10 Cannon |
| Fabi, Lupusor 2              | Assist     | 3 Denegri                   |
| Daniel 12                    | Rimbalzi   | 8 Lacey                     |
| Damiano Pilot                | Allenatori | Demis Cavina                |

| Quintetto titolare | Quintetto titolare | Quintetto titolare   | Pt | Rim | Ass |
| ------------------ | ------------------ | -------------------- | -- | --- | --- |
| PG                 | 12                 | Matteo Bogliardi     | 5  | 8   | 1   |
| G                  | 2                  | Carren Wilson        | 8  | 2   | 1   |
| GA                 | 10                 | Agustin Fabi         | 14 | 1   | 2   |
| A                  | 7                  | Ion Lupusor          | 13 | 5   | 2   |
| C                  | 22                 | Ed Daniel            | 16 | 12  | 1   |
| Panchina:          |                    |                      |    |     |     |
| P                  | 0                  | Janko Čepić          | 0  | 1   | 1   |
| P                  | 2                  | Goce Petrusevski     | 2  | 0   | 0   |
| A                  | 12                 | Andrea Arnaldo       | 2  | 0   | 0   |
| C                  | 16                 | Cedric Ly-Lee Keller | 0  | 0   | 0   |
| G                  | 19                 | Antonino Sabatino    | 6  | 1   | 1   |
| Allenatore:        |                    |                      |    |     |     |
| Damiano Pilot      |                    |                      |    |     |     |

| San Severo |  | Vanoli Cremona |

| San Severo  | Statistiche        | Vanoli Cremona |
| ----------- | ------------------ | -------------- |
|             | Statistiche        |                |
| 11/30 (37%) | Tiro da 2          | 16/34 (47%)    |
| 9/24 (38%)  | Tiro da 3          | 8/21 (38%)     |
| 18/22 (82%) | Tiri liberi        | 15/21 (71%)    |
| 10          | Rimbalzi offensivi | 9              |
| 24          | Rimbalzi difensivi | 26             |
| 34          | Rimbalzi totali    | 35             |
| 9           | Assist             | 13             |
| 12          | Palle perse        | 11             |
| 4           | Palle rubate       | 3              |
| 1           | Stoppate           | 0              |
| 24          | Falli              | 26             |

| Quintetto titolare | Quintetto titolare | Quintetto titolare | Pt   | Rim  | Ass  |
| ------------------ | ------------------ | ------------------ | ---- | ---- | ---- |
| G                  | 11                 | Davide Denegri     | 8    | 1    | 3    |
| G                  | 13                 | Trevor Lacey       | 13   | 8    | 2    |
| GA                 | 5                  | Mirza Alibegović   | 3    | 0    | 2    |
| A                  | 0                  | Paul Eboua         | 16   | 5    | 1    |
| AC                 | 3                  | Jalen Cannon       | 10   | 6    | 1    |
| Panchina:          |                    |                    |      |      |      |
| P                  | 7                  | Lorenzo Caroti     | 8    | 2    | 1    |
| G                  | 1                  | Filippo Gallo      | 4    | 0    | 1    |
| G                  | 14                 | Matteo Piccoli     | 3    | 6    | 0    |
| GA                 | 21                 | Joseph Mobio       | 6    | 4    | 2    |
| C                  | 39                 | Kevin Ndzie        | n.e. | n.e. | n.e. |
| Allenatore:        |                    |                    |      |      |      |
| Demis Cavina       |                    |                    |      |      |      |